# Hamburgerryg
Hamburgerryg er en udskæring af svin, der er saltet og røget. Udskæringen er af svinekam eller af svineryggen. 
Hamburgerryg koges og kan serves som varm ret. Hamburgerryg spises dog også kold som skiveskåret pålæg.
Alternativt anvendes de ikke-autoriserede ordformer: hamburgryg – hamborgryg. — I ODS var den autoriserede form: hamborgerryg.

## På andre sprog
Som paralleller til da. HAMBURGERRYG har man i den svenske akademiordbog flg. sammensætninger: HAMBURGERBRINGA .. saltad och rökt oxbringa...
HAMBURGERKÖTT .. lätt rökt oxkött...
HAMBURGERSKINKA .. lätt rökt skinka ...
— altså både (saltet og) røget bryst / skinke / kød af både okse og gris.
Men på nutidigt svensk hedder det kassler eller kasseler, og det gør det også på alle andre sprog, såsom tysk.